# Palacio Municipal de Deportes de Granada
Le Palacio Municipal de Deportes de Granada  est une salle omnisports et multifonctionnelle à Grenade en Espagne.

## Événements
- Coupe du Roi de basket-ball 1992, 1995
- Championnat d'Europe de futsal 1999
- Supercoupe d'Espagne de basket-ball 2005
- Championnat d'Europe de basket-ball 2007
- Coupe du monde de basket-ball masculin 2014